# بیل هوگلند
بیل هوگلند (انگلیسی: Bill Hougland; ۲۰ ژوئن ۱۹۳۰ – ۶ مارس ۲۰۱۷) بازیکن بسکتبال اهل ایالات متحده آمریکا بود.
وی در مسابقات کشوری و بین‌المللی در مجموع برندهٔ ۲ مدال طلا شده‌است.